# Тернарний пошук

## Постановка задачі
Нехай дана функція {\displaystyle f(x)}, унімодальна на деякому відрізку {\displaystyle [l;r]}. Під унімодальна розуміється один з двох варіантів. Перший: функція спочатку строго зростає, потім досягає максимуму (в одній точці або цілому відрізку), потім строго спадає. Другий варіант, симетричний: функція спочатку спадає, досягає мінімуму, зростає. Надалі ми будемо розглядати перший варіант, другий буде абсолютно симетричний йому. Потрібно знайти максимум функції {\displaystyle f(x)} на відрізку {\displaystyle [l;r]}.

## Алгоритм
Візьмемо будь-які дві точки {\displaystyle m_{1}} і {\displaystyle m_{2}} в цьому відрізку: {\displaystyle l<m_{1}<m_{2}<r}. Порахуємо значення функції {\displaystyle f(m_{1})} і {\displaystyle f(m_{2})}.Далі у нас виходить три варіанти:
- Якщо виявиться, що {\displaystyle f(m_{1})<f(m_{2})}, то шуканий максимум не може перебувати в лівій частині, тобто в частині {\displaystyle [l;m_{1}]}. У цьому легко переконатися: якщо в лівій точці функція менше, ніж в правій, то або ці дві точки знаходяться в області «підйому» функції, або тільки ліва точка знаходиться там. У будь-якому випадку, це означає, що максимум далі є сенс шукати тільки в відрізку {\displaystyle [m_{1};r]}.
- Якщо, навпаки, {\displaystyle f(m_{1})>f(m_{2})}, то ситуація аналогічна попередній з точністю до симетрії. Тепер шуканий максимум не може перебувати в правій частині, тобто в частині {\displaystyle [m_{2};r]}, тому переходимо до відрізка {\displaystyle [l;m_{2}]}.
- Якщо {\displaystyle f(m_{1})=f(m_{2})}, то або обидві ці точки знаходяться в області максимуму, або ліва точка знаходиться в області зростання, а права — в області спадання (тут істотно використовується те, що зростання / спадання суворі). Таким чином, в подальшому пошук має сенс на відрізку {\displaystyle [m_{1};m_{2}]}, але (з метою спрощення коду) цей випадок можна віднести до будь-якого з двох попередніх.

Таким чином, за результатом порівняння значень функції в двох внутрішніх точках ми замість поточного відрізка пошуку {\displaystyle [l;r]} знаходимо новий відрізок {\displaystyle [l';r']}. Повторимо тепер всі дії для цього нового відрізка, знову отримаємо новий, суворо менший, відрізок, і так далі.
{\displaystyle m_{1}=l+{\frac {r-l}{3}}}
{\displaystyle m_{2}=r-{\frac {r-l}{3}}}
Втім, при іншому виборі, коли {\displaystyle m_{1}} і {\displaystyle m_{2}} ближче один до одного, швидкість збіжності збільшиться.

## Випадок цілочисельного аргументу
Якщо аргумент функції {\displaystyle f} цілочисельний, то відрізок {\displaystyle [l;r]} теж стає дискретним, але, оскільки ми не накладали ніяких обмежень на вибір точок {\displaystyle m_{1}} і {\displaystyle m_{2}}, то на коректність алгоритму це ніяк не впливає. Можна як і раніше вибирати {\displaystyle m_{1}} і {\displaystyle m_{2}} так, щоб вони ділили відрізок {\displaystyle [l;r]} на 3 частини, але вже тільки приблизно рівні.
Другий відмінний момент — критерій зупинки алгоритму. В даному випадку тернарний пошук треба буде зупиняти, коли стане {\displaystyle r-l<3}, адже в такому випадку вже неможливо буде вибрати точки {\displaystyle m_{1}} і {\displaystyle m_{2}} так, щоб були різними і відрізнялися від {\displaystyle l} і {\displaystyle r}, і це може привести до зациклення. Після того, як алгоритм тернарного пошуку зупиниться і стане {\displaystyle r-l<3}, з решти декількох точок {\displaystyle (l,l+1,...,r)} треба вибрати точку з максимальним значенням функції.

## Реалізація
Реалізація для безперервного випадку (тобто коли функція {\displaystyle f} має вигляд: double f(double x)):
```
double
 
l
 
=
 
...,
 
r
 
=
 
...,
 
EPS
 
=
 
...;
//вхідні дані 

while
 
(
r
 
-
 
l
 
>
 
EPS
)
 
{

    
double
 
m1
 
=
 
l
 
+
 
(
r
 
-
 
l
)
 
/
 
3
,

        
m2
 
=
 
r
 
-
 
(
r
 
-
 
l
)
 
/
 
3
;

    
if
 
(
f
(
m1
)
 
<
 
f
(
m2
))

        
l
 
=
 
m1
;

    
else

        
r
 
=
 
m2
;

}

```

Тут EPS — фактично, абсолютна похибка відповіді (не враховуючи похибок, пов'язаних з неточним обчисленням функції).
Замість критерію «while (r - l > EPS)» можна вибрати і такий критерій:
```
for
 
(
int
 
it
 
=
 
0
;
 
it
 
<
 
iterations
;
 
++
it
)

```

З одного боку, доведеться підібрати константу {\displaystyle iterations}, щоб забезпечити необхідну точність (зазвичай досить декількох сотень, щоб досягти максимальної точності). Зате, з іншого боку, число ітерацій перестає залежати від абсолютних величин {\displaystyle l} і {\displaystyle r}, тобто ми фактично за допомогою {\displaystyle iterations} задаємо необхідну відносну похибку.